# Кишенська волость
Кишенська волость — адміністративно-територіальна одиниця Кобеляцького повіту Полтавської губернії з центром у містечку Кишенька.
Старшинами волості були:
- 1904 року козак Микита Трифонович Левченко[1];
- 1913—1915 роках козак Григорій Ананійович Правда[2],[3].